# DZ Hyp
Die DZ Hyp AG (Eigenschreibweise DZ HYP) ist eine Immobilien- und Pfandbriefbank in Deutschland und Teil der Genossenschaftlichen Finanzgruppe Volksbanken Raiffeisenbanken mit Doppelsitz in Hamburg und Münster. Die DZ Hyp ist in den drei Geschäftsfeldern Firmenkunden, Privatkunden und Öffentliche Kunden aktiv. Deutschlandweit ist die Bank mit sechs Immobilienzentren in Berlin, Düsseldorf, Frankfurt, Hamburg, Stuttgart und München sowie mit Regionalbüros in Hannover, Kassel, Leipzig und Nürnberg vertreten. Die DZ Hyp entstand 2018 aus der Fusion der DG Hyp (Deutsche Genossenschafts-Hypothekenbank) mit der WL Bank (Westfälische Landschaft Bodenkreditbank).

## Geschichte
Am 11. Mai 1921 wurde die Deutsche Genossenschafts-Hypothekenbank AG (kurz DGHYB) von der Preußischen Zentralgenossenschaftskasse – der späteren DG Bank und heutigen DZ Bank – in Berlin gegründet und am 21. August 1922 in das Handelsregister eingetragen. Die Hypothekenbank war das erste genossenschaftseigene Realkreditinstitut im Genossenschaftswesen. Nach den Zerstörungen des Zweiten Weltkriegs stand der Wiederaufbau im Mittelpunkt. Die Bank verlegte ihren Hauptsitz von Berlin nach Hamburg und legte den Schwerpunkt des Geschäfts auf die private Baufinanzierung. Der zunehmende Wohlstand in der Bundesrepublik in den 1960er und 1970er Jahren und der damit verbundene Wunsch nach größerem Wohnraum wirkte sich positiv auf die Entwicklung der DG Hyp aus: Von 1955 bis 1970 stieg die Bilanzsumme von 213 Millionen DM auf rund 4 Milliarden DM. Nach der Wiedervereinigung 1990 half die DG Hyp beim Aufbau von genossenschaftlichen Strukturen in Ostdeutschland. Im Jahr 1993 wurde die Braunschweigische Ritterschaftliche Hypothekenbank AG (bis 1988 Braunschweigisches Ritterschaftliches Creditinstitut, gegründet 1862) in das Unternehmen integriert.
2002 folgte die Eingliederung der Schleswig-Holsteinischen Landschaft Hypothekenbank AG (bis 1995 Schleswig-Holsteinische Landschaft Körperschaft des öffentlichen Rechts, gegründet 1895). 2007 scheiterte eine Fusion mit der Münchener Hypothekenbank. Nachdem 2007 das private Immobilienfinanzierungsgeschäft aufgegeben wurde, hat sich die DG Hyp Anfang 2008 als gewerbliche Immobilienbank der genossenschaftlichen Finanzgruppe neu ausgerichtet. Das private Baufinanzierungsgeschäft wurde innerhalb der DZ-Bank-Gruppe bei der Bausparkasse Schwäbisch Hall konzentriert. 
Am 27. Juli 2018 fusionierten die DG Hyp und die WL Bank wirtschaftlich rückwirkend zum 1. Januar 2018 zur DZ Hyp AG.

## Kennzahlen
Kennzahlen für das Geschäftsjahr 2024 in Millionen Euro:
| Immobilienkreditgeschäft (Neugeschäft) |       |
| Firmenkunden                           | 7221  |
| Privatkunden                           | 1509  |
| Öffentliche Kunden                     | 768   |
| Gewinn- und Verlustrechnung            |       |
| Zinsüberschuss                         | 719,8 |
| Provisionsergebnis                     | -21,1 |
| Verwaltungsaufwand                     | 244,5 |
| Risikovorsorge                         | -90,6 |
| Finanzanlagensaldo                     | 4,4   |
| Betriebsergebnis                       | 386,2 |

## Aktionäre
Mehrheitsaktionärin der DZ Hyp ist die DZ Bank AG. Rund 96 Prozent des Grundkapitals der DZ HYP werden von der DZ BANK gehalten. Weitere Aktionäre der Gesellschaft sind die Stiftung Westfälische Landschaft in Münster sowie Volksbanken und Raiffeisenbanken.

## Beteiligungen/Töchter
Die VR WERT Gesellschaft für Immobilienbewertung mbH als 100-prozentiges Tochterunternehmen.